# (531) Zerlina
(531) Zerlina es un asteroide perteneciente al cinturón de asteroides descubierto el 12 de abril de 1904 por Maximilian Franz Wolf desde el observatorio de Heidelberg-Königstuhl, Alemania.
Está nombrado por Zerlina, un personaje de la ópera Don Giovanni del compositor austriaco Wolfgang Amadeus Mozart (1756-1791).